# Arquidiocese de Camagüey
A Arquidiocese de Camagüey (Archidiœcesis Camagueyensis) é uma circunscrição eclesiástica da Igreja Católica situada em Camagüey, Cuba. Seu atual arcebispo é Juan García Rodríguez. Sua Sé é a Catedral Nuestra Señora de la Candelaria.
Em 2016, possuía 15 paróquias servidas por 29 padres, contando com 846 mil habitantes, com 63,5% da população jurisdicionada batizada.

## História
A diocese de Camagüey foi eregida em 10 de dezembro de 1912 com a bula Quae catholicae religioni do Papa Pio X, recebendo o território da arquidiocese de Santiago de Cuba, de quem era originalmente sufragânea.
Em 2 de fevereiro de 1996 cede parte do seu território em vantagem da ereção da diocese de Ciego de Ávila.
Em 5 de dezembro de 1998 é elevada ao posto de arquidiocese metropolitana com a bula Maiori spirituali do Papa João Paulo II.

## Prelados
|                  | Nome                                               | Período    | Notas                                           |
| Arcebispos       | Arcebispos                                         | Arcebispos | Arcebispos                                      |
| ---------------- | -------------------------------------------------- | ---------- | ----------------------------------------------- |
| 3º               | Wilfredo Pino Estévez                              | 2016-      | Atual                                           |
| 2º               | Juan de la Caridad García Rodríguez                | 2002-2016  | Nomeado Arcebispo de Sán Cristóbal de la Habana |
| 1º               | Adolfo Rodríguez Herrera                           | 1998-2002  |                                                 |
| Bispos           |                                                    |            |                                                 |
| 4º               | Adolfo Rodríguez Herrera                           | 1964-1998  | Elevado à Arcebispo                             |
| 3º               | Carlos Riu Anglés                                  | 1948-1964  |                                                 |
| 2º               | Enrique Pérez Serantes                             | 1922-1948  | Nomeado Arcebispo de Santiago de Cuba           |
| 1º               | Valentín (Manuel) Zubizarreta y Unamunsaga, O.C.D. | 1914-1922  | Nomeado Bispo de Cienfuegos                     |
| Bispo-auxiliares |                                                    |            |                                                 |
|                  | Juan de la Caridad García Rodríguez                | 1997-2002  | Elevado à Arcebispo                             |
|                  | Mario Eusebio Mestril Vega                         | 1991-1996  | Nomeado Bispo de Ciego de Ávila                 |
|                  | Adolfo Rodríguez Herrera                           | 1963-1964  | Elevado à Bispo diocesano                       |